# Carrie (film, 2013)
Carrie är en amerikansk skräckfilm från 2013, regisserad av Kimberly Peirce och med manus av Roberto Aguirre-Sacasa. Filmen är en nyinspelning av Brian De Palmas film Carrie från 1976 och författaren Stephen Kings debutroman med samma namn ligger till grund för båda filmerna.
Filmen hade amerikansk biopremiär 18 oktober 2013 och svensk biopremiär 29 november 2013.

## Rollerna
Ursprungligen erbjöds Shailene Woodley rollen som Carrie, men hon avböjde. Många andra unga skådespelerskor sökte rollen, däribland Haley Bennett, Dakota Fanning och Emily Browning, men ingen av dem tilldelades rollen, som slutligen gick till Chloë Grace Moretz. Erbjudande om rollen som Carries mamma, Margaret White, gick först till Jodie Foster men hon avböjde, och den rollen gick då till Julianne Moore. I övrigt består rollistan av namn som Judy Greer, Gabriella Wilde och Michelle Nolden.

## Rollista
- Chloë Grace Moretz – Carrie White
- Julianne Moore – Margaret White
- Judy Greer – Miss Desjardin
- Ansel Elgort – Tommy Ross
- Gabriella Wilde – Sue Snell
- Portia Doubleday – Chris Hargensen
- Alex Russell – Billy Nolan